# Петрозаводская улица (Москва)
Петрозаво́дская у́лица (до 1964 года — у́лица Ле́нина посёлка Новоховрино) — улица в Северном административном округе города Москвы на территории района Ховрино. Проходит от Фестивальной улицы до улицы Дыбенко. Является продолжением Онежской улицы и в свою очередь продолжается Беломорской улицей. Нумерация домов ведётся от Фестивальной улицы.

## Происхождение названия
Название дано улице 18 апреля 1964 года по городу Петрозаводск в связи с расположением в северо-западной части Москвы. Прежнее название — улица Ленина — было дано в честь советского государственного деятеля В. И. Ленина.

## Описание
На всём своём протяжении Петрозаводская улица имеет четыре полосы (по две в каждом направлении) автомобильного движения. Обе стороны улицы оборудованы пешеходными тротуарами. На протяжении улицы находятся четыре светофора (один из них исключительно пешеходный) и два нерегулируемых пешеходных перехода.
Улица не имеет примыканий, за исключением улицы Грачёвка между домами № 24 и 26, связывающей её с улицей Клинской, и Проектируемого проезда № 5457, являющегося подъездным к ряду корпусов школы № 1474.
Чётная сторона улицы (особенно её первая половина) в основном застроена новыми (2000—2005 годов постройки) 12-18-этажными домами (см. галерею).

## Транспорт
- Станция метро «Беломорская» — в 700 метрах от западного конца улицы;
- Станция «Грачёвская» Ленинградского направления Октябрьской железной дороги — в 1,01 км от начала улицы.
- Автобусные маршруты: т58, 90, 233, 801.

## Примечательные здания и сооружения
- д. 2 — здание средней школы бывшего поселка Новоховрино (конец 30-х гг.), в котором находилось отделение милиции.
- д. 15, корп. 1 — жилой дом. Здесь жил кинорежиссёр Виктор Титов[4]
- д. 24, корп. 2 — жилой дом. Здесь в 2011—2016 гг. жил дипломат Андрей Карлов (в 2017 г. установлена мемориальная доска)

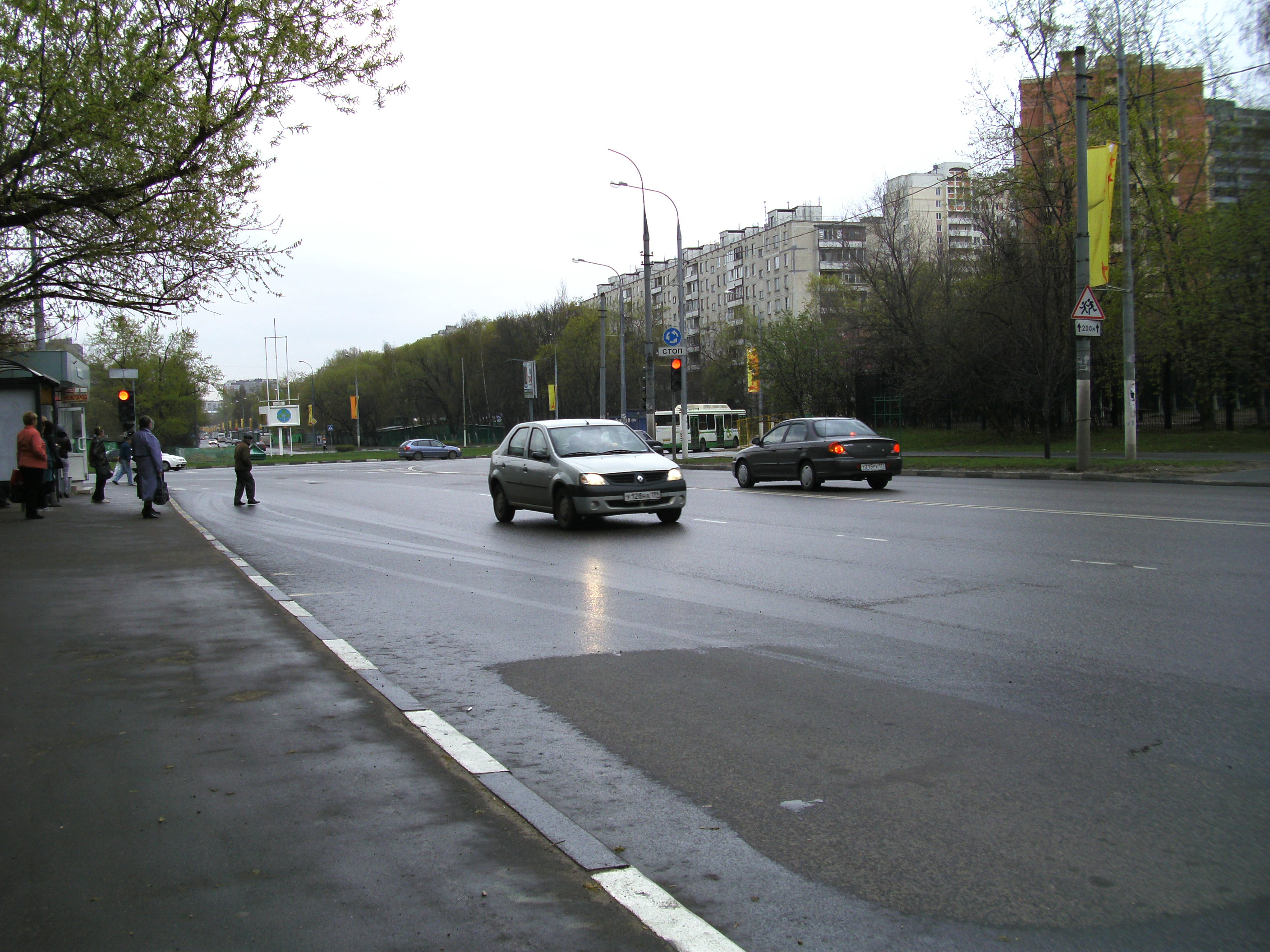
Начало улицы
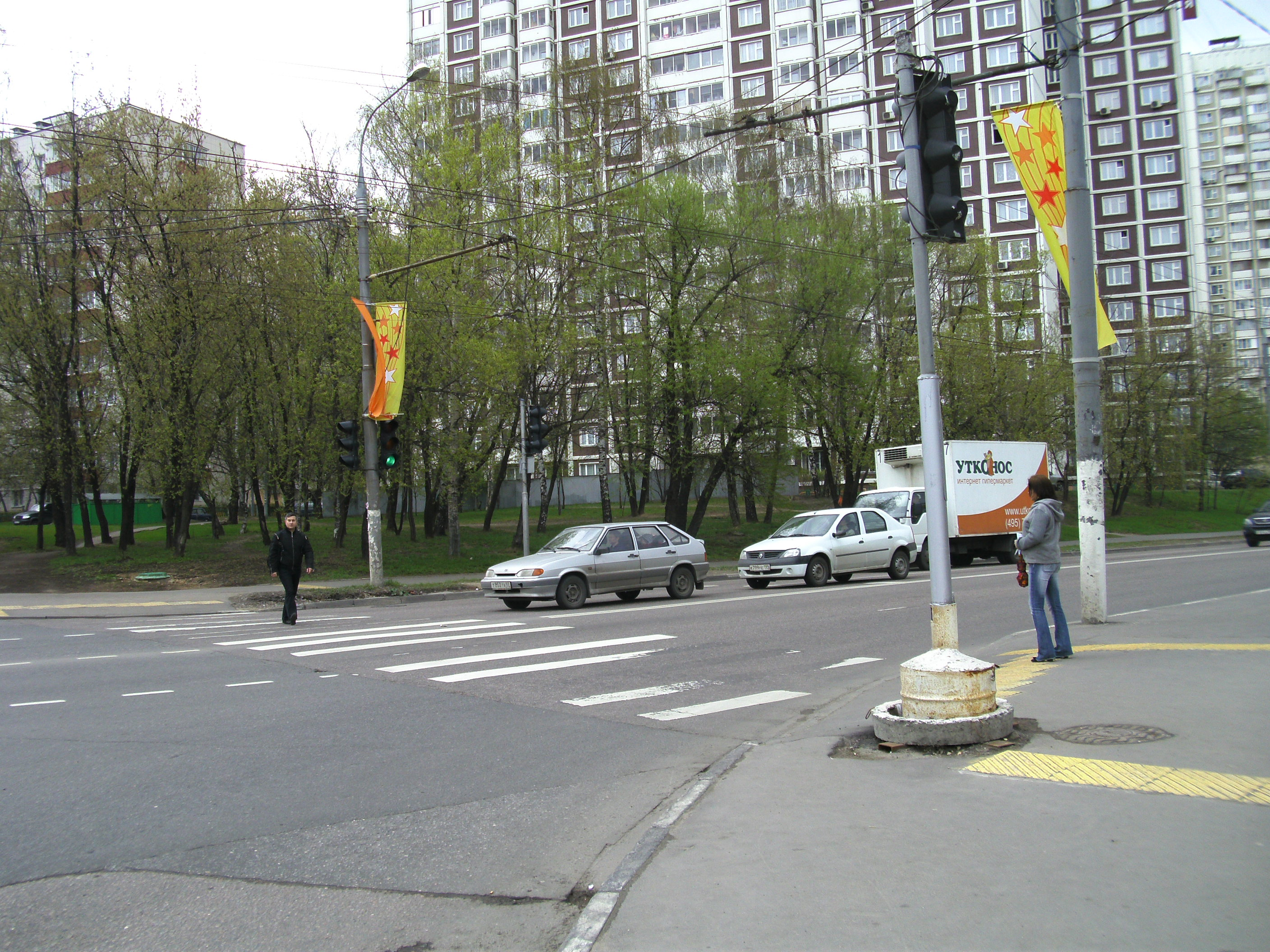
Конец улицы
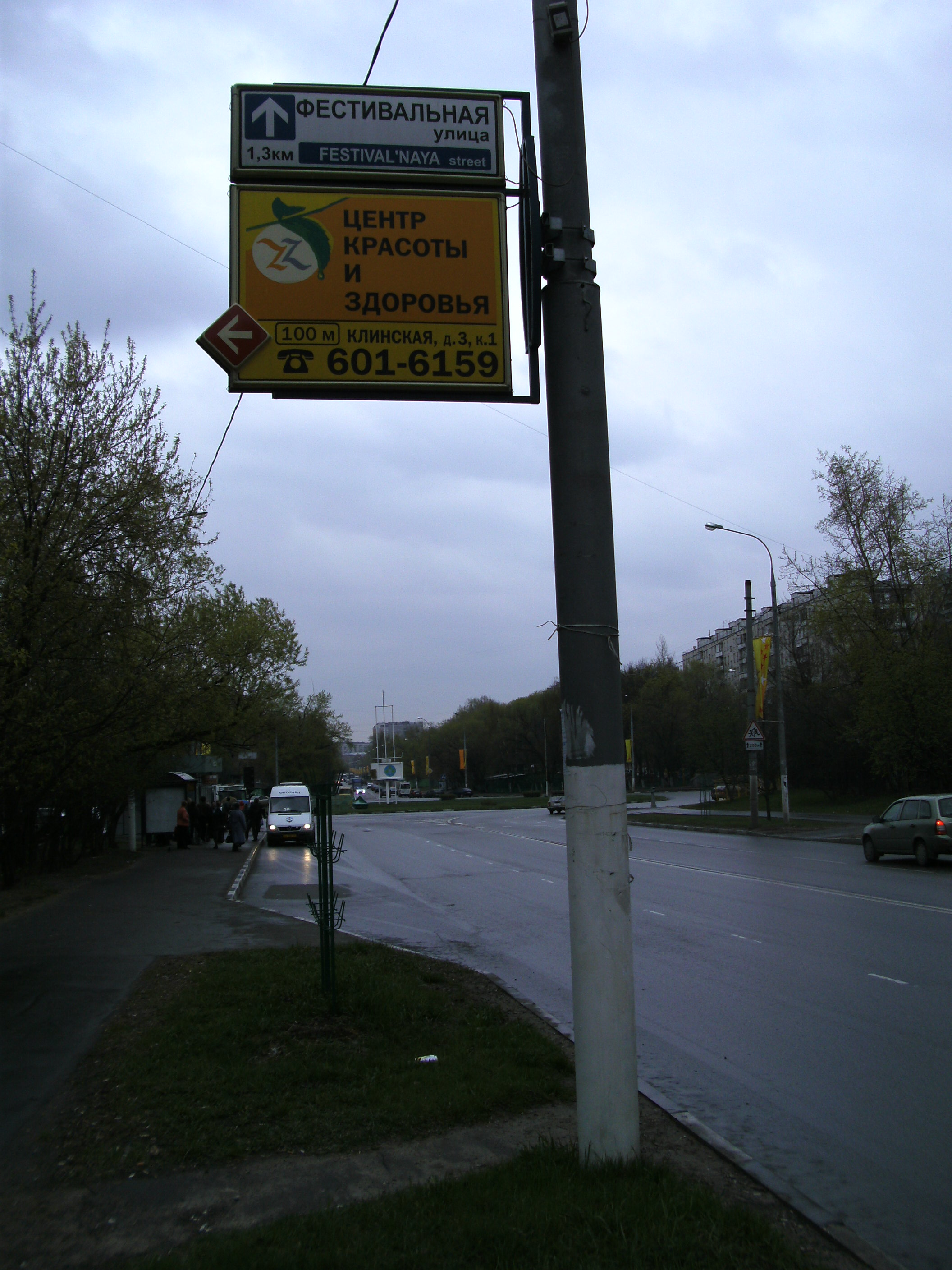
Начало улицы, ошибка дорожных служб. От этого места до Фестивальной улицы около 50 метров. Возможно, имелась в виду Флотская улица — от этой точки до неё именно 1,3 км
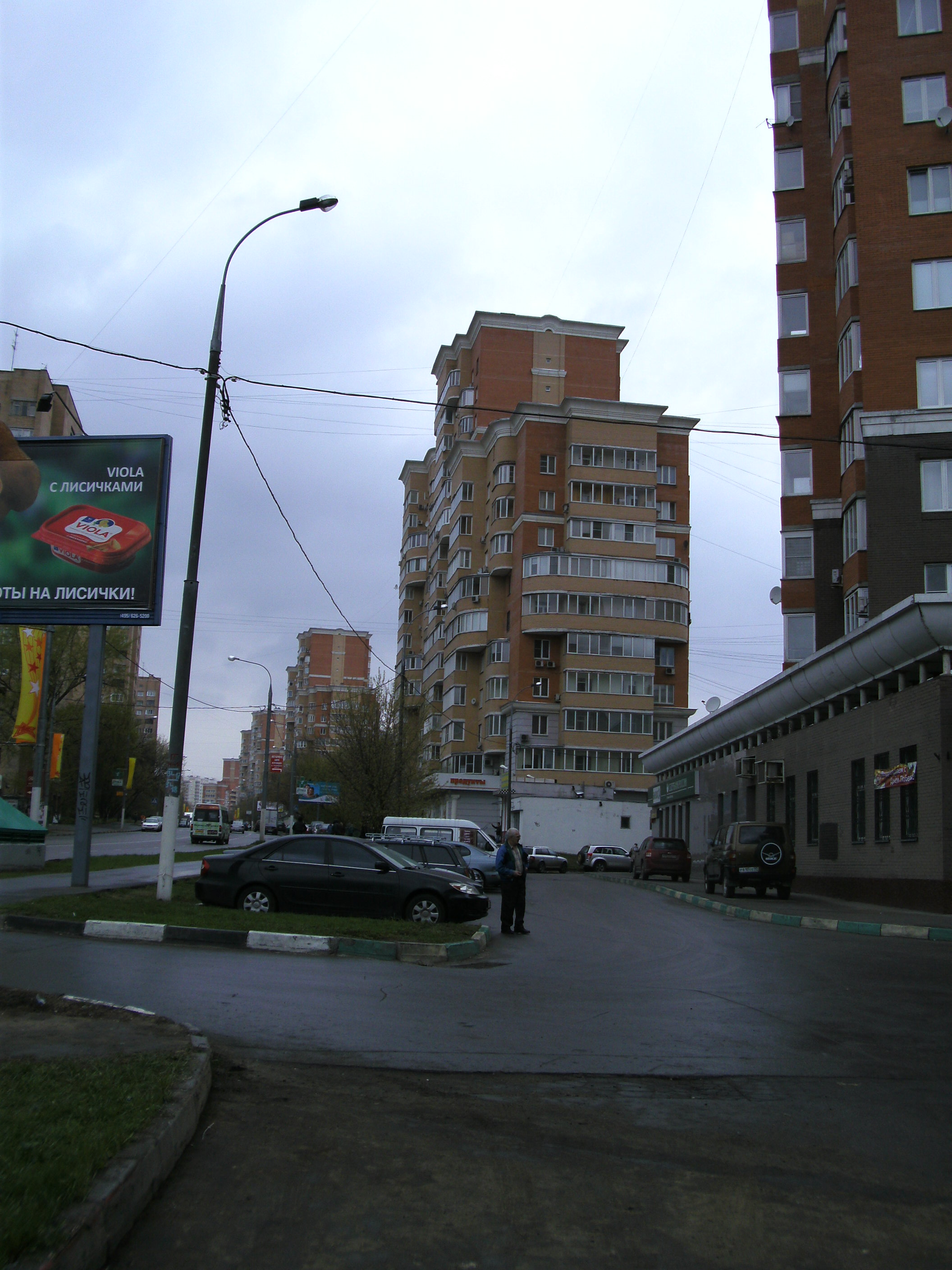
Новостройки по чётной стороне